# Oldebroek (plaats)
Oldebroek is een plaats in de gelijknamige Gelderse gemeente Oldebroek. De kern Oldebroek en het buitengebied telt volgens het Centraal Bureau voor de Statistiek ruim 6.460 inwoners.

## Geschiedenis
De naam is een verbastering van Broek of Oldebruch (naderhand Hollanderbroek) en werd voor het eerst in de 14e eeuw vermeld. Toen in 1396 de nabijgelegen stad Elburg met een ringmuur werd omgeven, werd Oldebroek aan Elburg dienstbaar. Hierdoor hadden de inwoners van Oldebroek de mogelijkheid om have en goed in geval van vijandelijke aanvallen binnen de muren van de vesting van Elburg veilig te stellen.

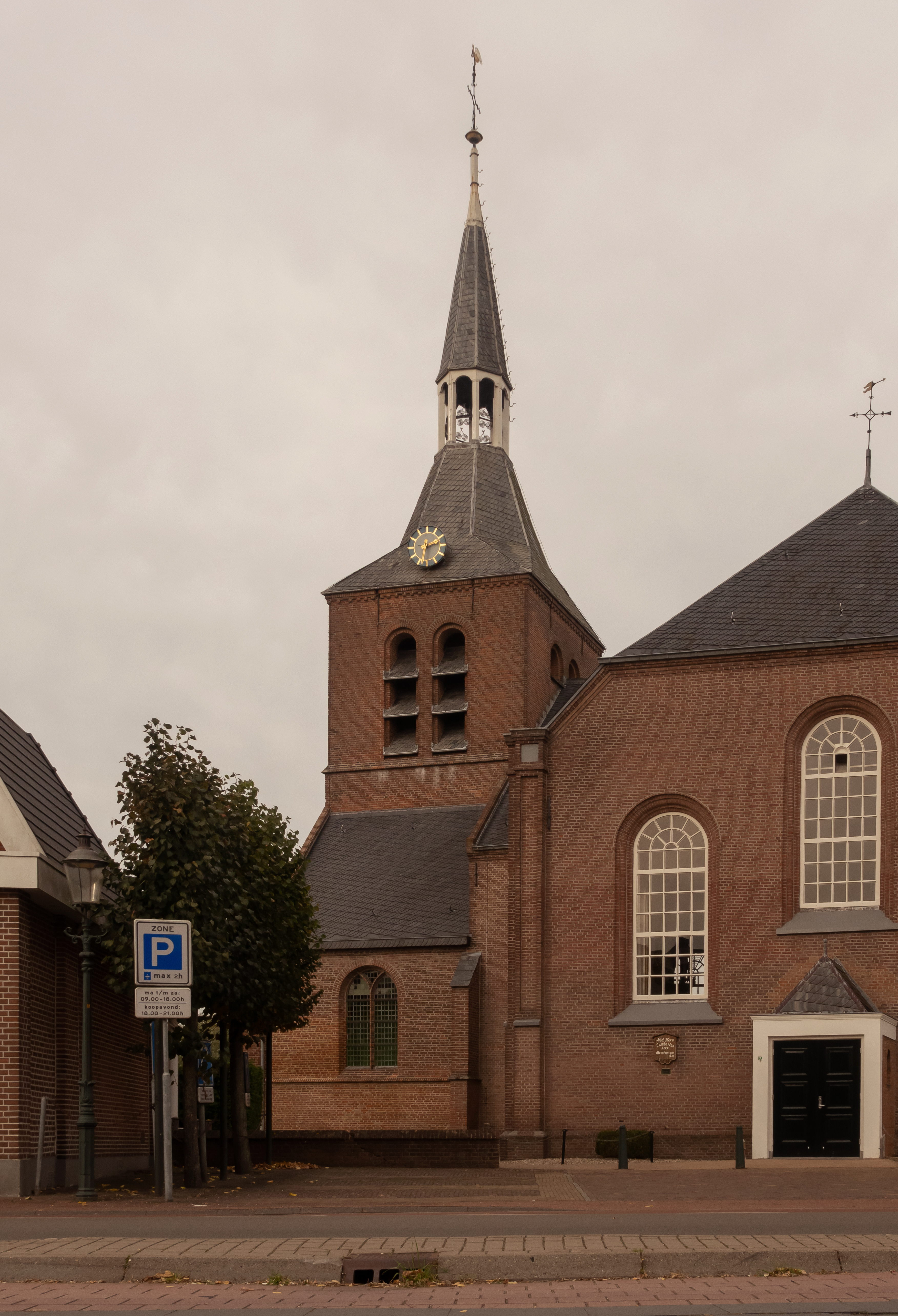
Oldebroek, de Nederlands Hervormde kerk

## Verkeer en vervoer
De plaats ligt aan de N308 en heeft geen spoorwegstation. Oldebroek wordt aangedaan door buslijnen 199, 305 en 514 van RRReis (EBS).

## Geboren
- Jan Willem van de Kamp (1910-2017), oudste man van Nederland van december 2016 tot mei 2017
- Henk van Dorp (1946-2010), weerman
- Henri Ruitenberg (1957), marathonschaatser
- Roel Cazemier (1959), burgemeester en bestuurder
- Ewout van der Knaap (1965), Nederlands germanist en hoogleraar
- Gerrit Koele (1967), organist
- Freek Jansen (1992), politicus